# Szentkozmadombja
Szentkozmadombja è un comune dell'Ungheria di 114 abitanti (dati 2001). È situato nella contea di Zala.